# Superhero (singel)
Superhero – singiel polskiej piosenkarki Viki Gabor, wydany 30 września 2019 nakładem wytwórni Universal Music Polska. Piosenkę skomponowali oraz napisali Małgorzata Uściłowska, Patryk Kumór i Dominic Buczkowski-Wojtaszek.
Do piosenki został zrealizowany oficjalny teledysk, który został opublikowany premierowo 10 października 2019 na kanale „Junior Eurovision Song Contest” w serwisie YouTube. Za jego reżyserię odpowiadała Pascal Pawliszewski.
Kompozycja reprezentowała Polskę w 17. Konkursie Piosenki Eurowizji Junior w Gliwicach. 24 listopada 2019 wygrała w finale, zdobywając największą liczbę 278 punktów w głosowaniu jurorów i internautów.
6 lutego 2020 singel osiągnął status podwójnej platynowej płyty.

## Lista utworów
Digital download (Junior Eurovision 2019)
1. „Superhero” – 2:56

Digital download (English Version)
1. „Superhero” (English Version) – 2:56

CD singel
1. „Superhero” (Polish-English Version) – 2:56
2. „Superhero” (English Version) – 2:56

## Notowania na listach przebojów
| Kraj   | Lista (2019)               | Najwyższe miejsce |
| ------ | -------------------------- | ----------------- |
| Polska | AirPlay – Top              | 1                 |
| Polska | AirPlay – Największe skoki | 2                 |
| Polska | AirPlay – Nowości          | 2                 |
| Polska | AirPlay – TV               | 1                 |

## Certyfikat
| Kraj          | Certyfikat         | Sprzedaż |
| ------------- | ------------------ | -------- |
| Polska (ZPAV) | 2× platynowa płyta | 40 000+  |